# Vy-lès-Filain
Vy-lès-Filain är en kommun i departementet Haute-Saône i regionen Bourgogne-Franche-Comté i östra Frankrike. Kommunen ligger i kantonen Montbozon som tillhör arrondissementet Vesoul. År 2022 hade Vy-lès-Filain 139 invånare.

## Befolkningsutveckling
Antalet invånare i kommunen Vy-lès-Filain
| Referens: INSEE |